# Choapa (rzeka)
Choapa (hiszp. Río Choapa) – rzeka w Chile, w regionie Coquimbo, o długości 160 km. Średni przepływ rzeki wynosi 8,73 m³/s. Powierzchnia zlewni wynosi 8124 km².
Rzeka Choapa rozpoczyna swój bieg w połowie pasma górskiego Andów, około 140 km od morza i tworzy się z połączenia potoków Totoral i Leiva i del Valle. W górnym biegu uchodzą do niej Cuncumén, Manque i Chalinga, natomiast w środkowym biegu  Illapel i Camisas oraz inne mniejsze strumienie. Rzeka Choapa uchodzi do Pacyfiku.
Przed kolonizacją Ameryki Południowej rzeka Choapa była naturalną granicą między indiańskimi kulturami Diaguita i Pikunczami.